# لاک-دروله، کبک
لاک-دروله (به فرانسوی: Lac-Drolet) شهری در منطقه شهری لو گرانیت ناحیه استری در استان کبک کانادا است. در سرشماری سال ۲۰۱۱ این شهر ۱٬۱۷۹ نفر جمعیت داشته‌است و مساحت آن ۱۲۴٫۹۴ کیلومتر مربع است.